# Redemption 87
I Redemption 87 sono stati un gruppo hardcore punk statunitense della East Bay di San Francisco, i cui tre componenti provenivano da band quali Unit Pride, Skankin' Pickle e Token Entry. Essi sarebbero successivamente entrati a far parte, divisi, negli AFI e nei Nerve Agents.
Ampiamente influenzati da band New York hardcore come Youth of Today, Sick of It All, Warzone e Gorilla Biscuits, i Redemption 87 volevano avere lo scopo di riportare la musica hardcore alle sue origini punk, dopo che essa era stata influenzata dal genere crossover heavy metal.
Il loro primo EP, intitolato The Spidey Sessions e contenente quattro canzoni, fu pubblicato nel 1995. Alcune delle canzoni ivi presenti furono anche incluse nel primo album LP omonimo della band, pubblicato nel 1997, che ne conteneva in tutto 13. L'ultimo album, All Guns Poolside, fu pubblicato nel 1999 e conteneva 13 canzoni, di cui tre cover di canzoni di Cro-Mags, Negative Approach e Bad Brains.
Più tardi lo stesso anno, il gruppo si sciolse senza molte discussioni. Jade Puget entrò a far parte degli AFI, mentre Eric Ozenne e Timmy Stardust formarono, insieme al batterista Andy Outbreak, i Nerve Agents.

## Formazione
- Eric Ozenne - voce
- Jade Puget
- Timmy Stardust